# 光脉假毛蕨
光脉假毛蕨（学名：Pseudocyclosorus subfalcilobus）为金星蕨科假毛蕨属下的一个种。

## 扩展阅读
- 維基物種上的相關：光脉假毛蕨